# جوزيف ماسون (سياسي أمريكي)
جوزيف ماسون (بالإنجليزية: Joseph Mason)‏ هو قاضي ومحامي وسياسي أمريكي، ولد في 30 مارس 1828 في بلاتسبورغ في الولايات المتحدة، وتوفي في 31 مايو 1914. حزبياً، نشط في الحزب الجمهوري. وقد انتخب عضو مجلس النواب الأمريكي.